# Luigi Bianchi

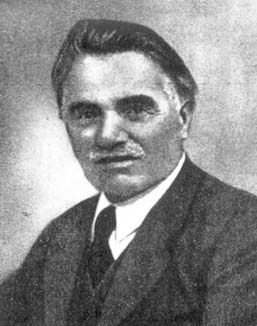
Luigi Bianchi

Luigi Bianchi (n. 18 ianuarie 1856 - d. 6 iunie 1928) a fost un matematician italian, de al cărui nume se leagă construcția geometriei diferențiale pentru spațiul n-dimensional.
S-a născut la Padova și a studiat la Paris.
A fost profesor la Universitatea din Pisa, unde a avut ca studentă pe Silvia Creangă.
A utilizat parametrii diferențiali la construirea și dezvoltarea metodelor de exprimare a variabilelor geometrice.
Reciproca teoremei permutabilității a lui Bianchi a fost demonstrată de matematicianul român Froim Marcus în 1948.

## Scrieri
- Lezioni sulla teoria delle sostituzioni (Pisa, 1890)
- Lezioni sulla teoria dei gruppi e dei equationi algebrichi (1900)
- Lezioni di geometria analitica (Pisa, 1920).